# Dirphya buttneri
Dirphya buttneri là một loài bọ cánh cứng trong họ Cerambycidae.